# Vinícius Aparecido Pereira de Santana Campos
Vinícius Aparecido Pereira de Santana Campos, meglio noto come Fininho (San Paolo, 3 novembre 1983), è un ex calciatore brasiliano, di ruolo difensore.

## Carriera
Nel 2004 ha militato nel Corinthians, mentre l'anno successivo ha giocato per la Juventude.
Inizia la stagione 2006 nel Figueirense, per poi trasferirsi al Lokomotiv Mosca, società con la quale ha vinto la Coppa di Russia nel 2007.
Nel 2009 ritorna in Brasile allo Sport.
Nel 2010 si trasferisce al Metalist Charkiv.

## Palmarès

### Club

#### Competizioni nazionali
- Campionato Catarinense: 1

Figueirense: 2006
- Coppa di Russia: 1

Lokomotiv Mosca: 2006-2007